# Ungkarlslyan (musikal)
Ungkarlslyan är en musikal baserad på filmen med samma namn från 1960. Musiken är skriven av Burt Bacharach, texterna av Hal David och manuset av Neil Simon. Urpremiären ägde rum i New York 1968. Två av sångerna - Promises, promises och I'll never fall in love again - blev stora hits med Dionne Warwick. Handlingen kretsar kring Chuck Baxter som försöker ta sig upp i kontorsvärlden genom att låna ut sin lägenhet till gifta chefer för erotiska möten. 

## Svenska uppsättningar

### Stockholm (1969)
Sverigepremiären ägde rum på Oscarsteatern 1969 med regi och koreografi av Ivo Cramér. Huvudrollerna spelades av Jarl Kulle och Anne Nord. 